# Dzongsar-Kloster
| Tibetische Bezeichnung                     |
| ------------------------------------------ |
| Tibetische Schrift: རྫོང་གསར་དགོན་པ           |
| Wylie-Transliteration: rdzong gsar dgon pa |
| Andere Schreibweisen: Dzongsar Gönpa       |
| Chinesische Bezeichnung                    |
| Vereinfacht: 宗萨寺                        |
| Pinyin:Zongsa si                           |

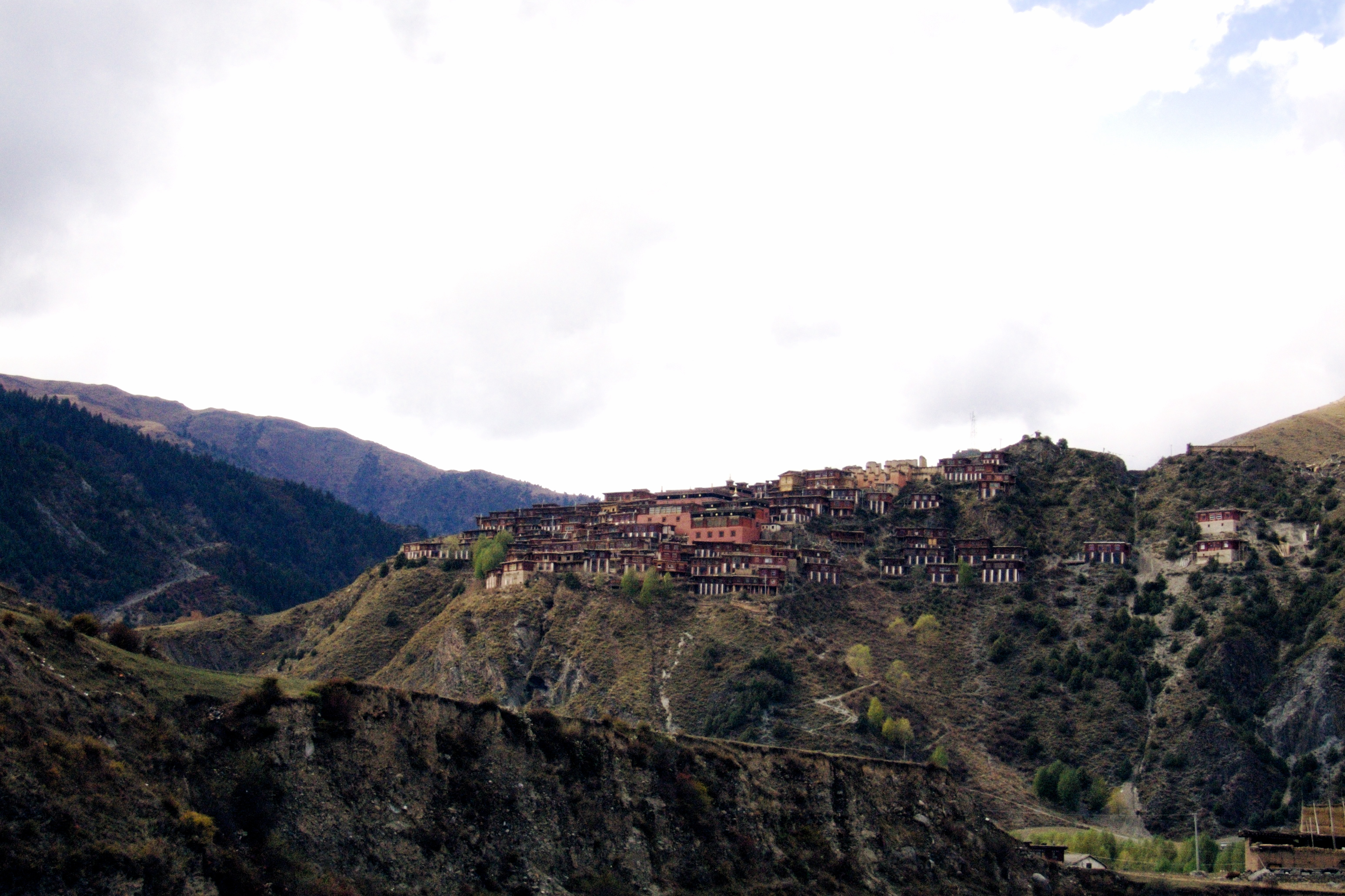
Kloster Dzongsar

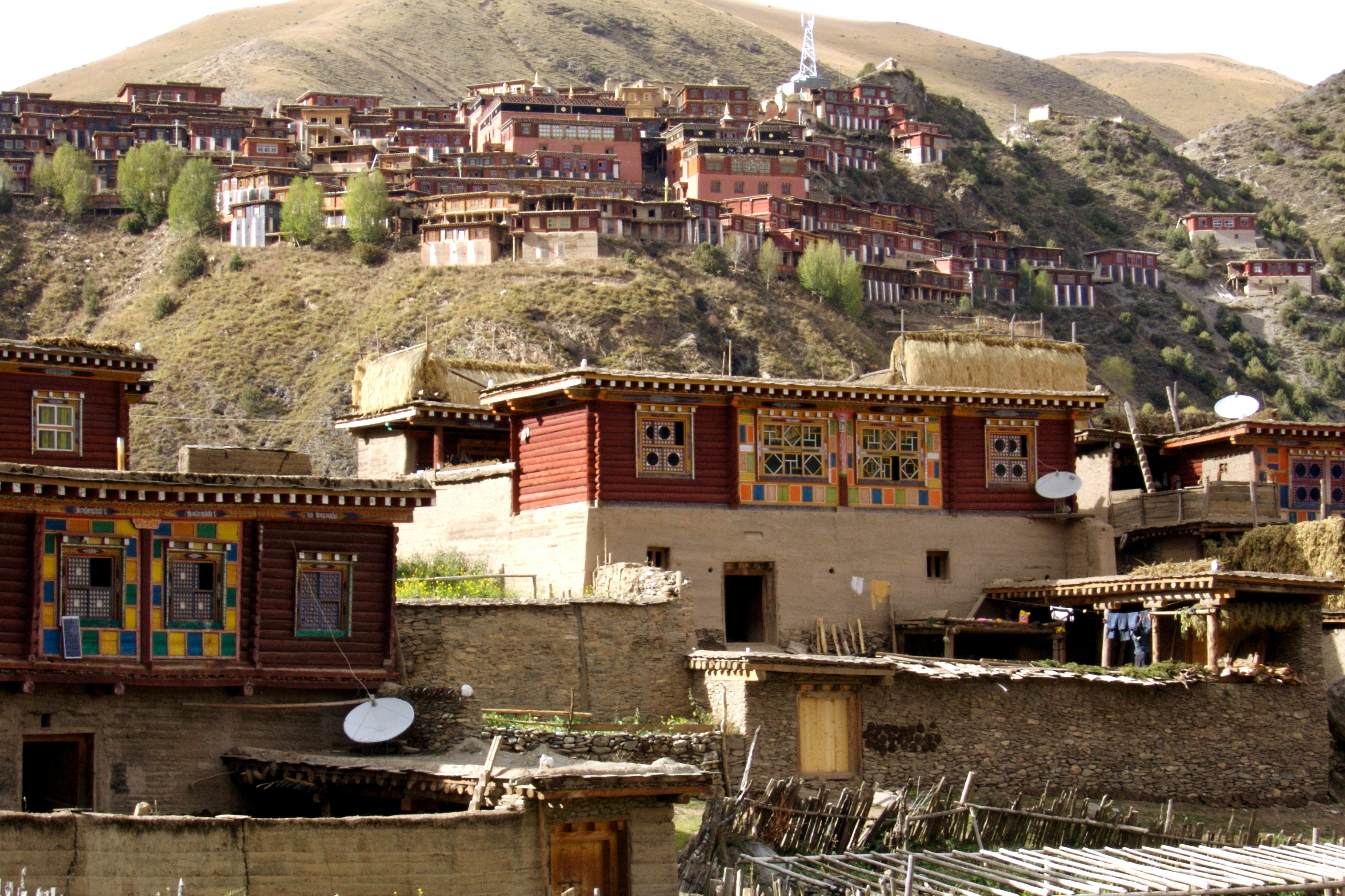
Kloster Dzongsar

Das Dzongsar-Kloster (tib. rdzong gsar dgon pa) im Kreis Dêgê des Autonomen Bezirks Garzê der Tibeter im Nordwesten der chinesischen Provinz Sichuan ist ein buddhistisches Kloster der Sakya-Schule. Es wurde 746 gegründet. Ihm angegliedert ist eine Schule für traditionelle tibetische Medizin. Es ist der Sitz von Dzongsar Rinpoche (Dzongsar Khyentse Linienhalter).

## Dzongsar Khyentse Linienhalter
- Jamyang Khyentse Wangpo (1820–1892)
- Jamyang Khyentse Chökyi Lodrö (1896–1959)
- Dilgo Khyentse Rinpoche (1910–1991)
- Dzongsar Jamyang Khyentse Rinpoche (* 1961 in Bhutan)